# Agiotage
 (juillet 2024).
L’agiotage, de l’italien aggio, est une pratique spéculative qui consiste à conserver ou accaparer des biens (marchandises ou valeurs) en comptant sur la hausse de leur prix sous le coup de la rareté ou de l'inflation, voire à manipuler les cours pour la produire. Elle fut d'abord associée au système de Law, continua de sévir en cas de disette (spéculation sur les grains), avant de trouver libre cours à la fin du siècle lorsque les événements de la Révolution française s'ajoutèrent aux difficultés financières chroniques de l'Ancien Régime.

## Concept
L'agiotage consiste à manipuler les cours de la bourse afin de faire varier les taux de change ou les cours de marchandise, dans le but d'en tirer un profit. Les agios (c'est-à-dire les intérêts, les commissions, les frais) rémunèrent les banques pour les services rendus à leur client.

## Histoire
Avec la vente des biens nationaux, le Trésor public émit, en 1789, un titre d’emprunt devenu monnaie en 1791 : l’assignat, dont la multiplication des émissions entraîna une forte inflation. Les assignats tombant chaque jour davantage, on en vint à payer 2 700 livres un chapeau, 3 000 une paire de bottes, 200 une cravate, 625 un paquet de chandelles, 60 une livre de pain, 120 une livre de viande, 50 une tasse de café avec le petit verre.
L’agiotage s’exerçant dans des proportions colossales, les femmes les plus élégantes se mirent à accaparer la chandelle, le savon, le tabac, les épices, les tissus. Dans les salons repeuplés, on ne s’entretenait que de la baisse des suifs ou de la hausse des cuirs. Les agioteurs sont considérés comme des ennemis de la chose publique, et sont souvent assimilés à des contre-révolutionnaires.
Le souvenir des fortes hausses de prix de l'époque font de l'agiotage un terme connoté très péjorativement. En 1824, un projet de système financier proposé par Joseph de Villèle est accusé à la Chambre des députés d'être susceptible de relancer l'agiotage.
L'homme politique et économiste Eugène Fournière écrit dans son livre L'Idéalisme social que « quelle que soit la distinction qu'on tente d'établir entre la spéculation et l'agiotage, l'histoire financière du XIXe siècle oblige tout esprit impartial, réfléchi et de moralité seulement moyenne, à dire de la spéculation qu'elle est de l'agiotage qui a réussi, et de l'agiotage, qu'il est une spéculation qui n'a pas réussi ».
L'économiste Léon Walras étudie la spéculation et l'agiotage. Il considère la spéculation, qui vise à s'enrichir mais qui est soumis aux aléas du marché, comme légitime ; l'agiotage, qui est une manipulation des cours, est, elle, coupable.